# Ксенобот
Ксеноботи, названі на честь африканської колючої жаби (Xenopus laevis), — це самолікувальні мікророботи, які розроблені та запрограмовані за допомогою комп'ютера (еволюційний алгоритм) та побудовані з нуля за допомогою біологічних клітин.  Ксенобот — це біологічна машина шириною до 1 мм, достатньо маленька, щоб пересуватися всередині людських тіл. Вони складаються з клітин шкіри та клітин серця, стовбурових клітин, заготовлених з ембріонів жаби.   Вчені з університету Вермонт та Університету Тафтса створили цю живу машину, яка колись у майбутньому, можливо, буде безпечно доставляти ліки всередину людського тіла — і проклали шлях для розуміння того, як формувати органи для регенеративної медицини.  
Ксеноботи можуть рухатися і плавати, виживати тижнями без їжі та працювати разом у групах, можуть самолікуватися і продовжувати працювати. 

## Застосування
Ксеноботи потенційно можуть бути використані для очищення радіоактивних відходів, збору мікропластику в Світовому океані, перенесення ліків у людські тіла або подорожі людськими артеріями для видалення наростів. Ксеноботи можуть виживати у водному середовищі без додаткових поживних речовин протягом тижнів, тим самим останнє робить їх придатними для внутрішнього керування ліками. 

## Живі машини чи істоти?
Дослідники відзначають, що можлива дискусія щодо того, як класифікувати ксеноботів: як живі організми чи машини. клітини.

## Застереження та критика
Оскільки живі організми можуть мутувати та адаптуватися, то висловлюються критичні зауваження щодо можливості того, що нові біологічні системи можуть внаслідок мутацій та адаптування змінитися понад те, що закладено програмою. Ці процеси важко передбачити та контролювати навіть за допомогою надпотужних суперкомп'ютерів.